# Сом фосилис
Сомът фосилис (Heteropneustes fossilis) е вид сомоподобна риба от семейство Heteropneustidae. Видът е незастрашен от изчезване.

## Разпространение и местообитание
Среща се в Индия, Пакистан, Непал, Шри Ланка, Тайланд и Мианмар. Обитава основно езера, блата и мочурища, но понякога се среща и в кални реки.

## Описание
Този вид достига на дължина до 30 cm.